# ハルビン駅
ハルビン駅（ハルビンえき、簡体字中国語: 哈尔滨站）は、中華人民共和国黒龍江省哈爾浜市南崗区・道里区にある、中国国家鉄路集団（CR）の駅。哈爾浜西駅と並ぶ哈爾浜鉄路局管内の特等駅である。開業当初は松花江駅と呼ばれ、通称は秦家崗駅である。
本項では、近接するハルビン地下鉄のハルビン駅駅（ハルビンえきえき）についても記述する。

## 概要
中国国家鉄路集団は路線上は京哈線・浜洲線・浜綏線・三棵樹線・拉浜線・哈佳線・哈大旅客専用線・哈斉旅客専用線・哈牡旅客専用線が接続する鉄道の要衝であり、列車は中国東北部の各都市をはじめとして中国全国に列車が走っているほか、ロシア方面に向かう列車も当駅に発着しているターミナル駅である。また、ハルビン地下鉄2号線の「哈爾浜駅駅」が南広場の地下に位置しており、乗り換えが可能。

## 歴史
ハルビン駅はロシア帝国が建設した東清鉄道の本線と支線の分岐点に設置された鉄道の要衝であった。
- 1899年 - 東清鉄道の松花江駅として開業[1]。
- 1903年7月 - ハルビン駅に改称。駅舎建て替え。
- 1909年10月26日 - 伊藤博文が韓国の独立運動家・安重根に暗殺される事件が発生。
- 1934年 - 拉浜線および浜北線が接続。
- 1935年 - あじあ号の乗り入れ開始[2]。
- 1989年 - 駅舎新築竣工。
- 2014年1月19日 - 安重根義士記念館（中国語版）が駅に併設[3]。
- 2017年 - 北駅舎が新築完成[4]。1903年築の旧駅舎を基にした設計。
- 2021年9月19日 - ハルビン地下鉄2号線の駅が開業[5]。

## 駅構造

### 中国国家鉄路集団
駅舎は地平プラットホームの北側と南側にそれぞれの駅舎があり、両駅舎の間は高架待合室で結ばれている。北駅舎は床面積10844平方メートル、長さ114メートル、幅40メートルの地上3階地下1階建て。南駅舎は床面積29030平方メートル、長さ214メートル、幅44メートル、地上4階、地下1階建て。高架待合室の床面積は33750平方メートル、長さ185メートル、幅114メートルある。駅舎はアール・ヌーヴォー様式。
ホームは島式ホーム6面12線と側線2線が相対式ホーム2面2線に挟まれる形の、合計8面16線を有する。

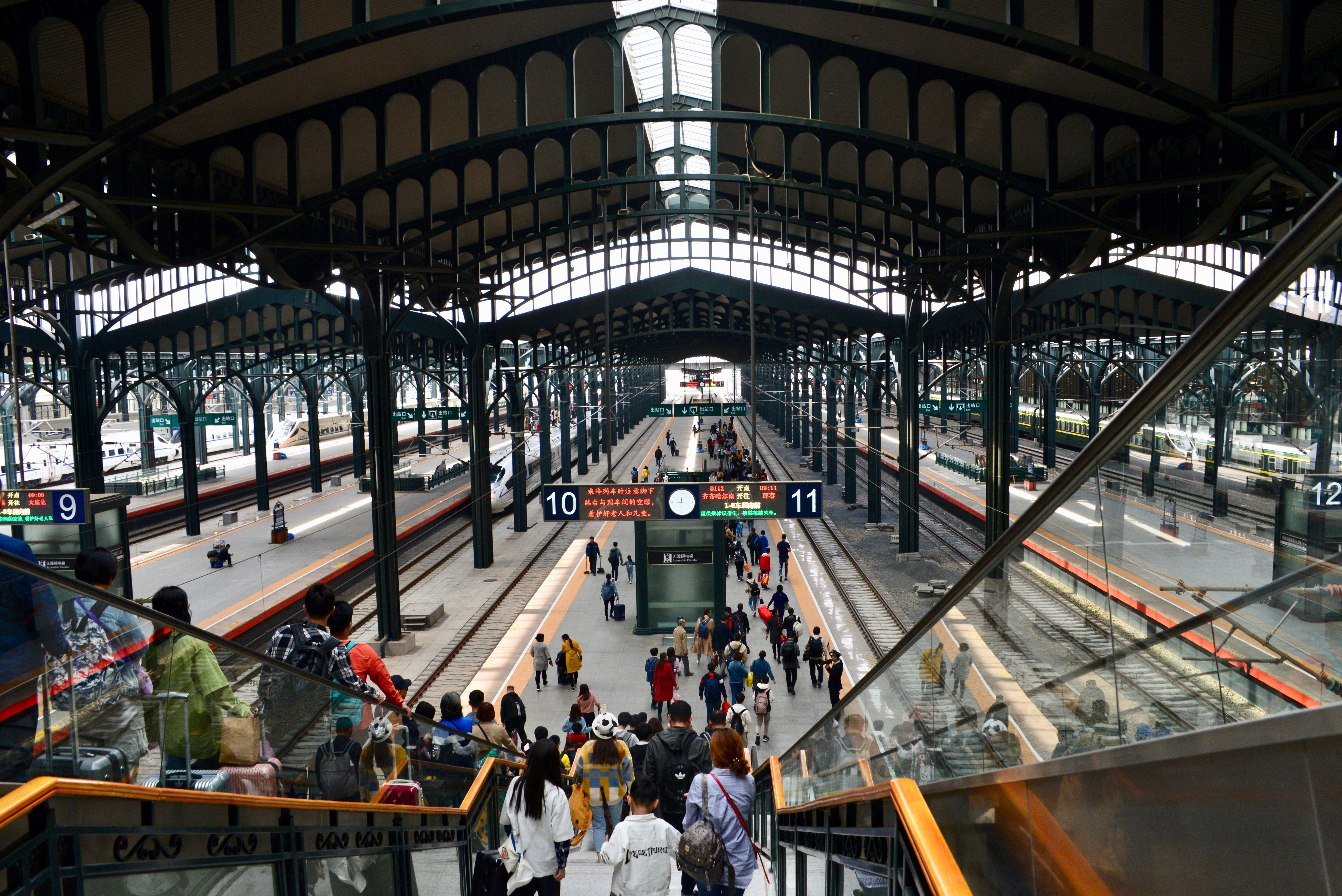
ホーム全景
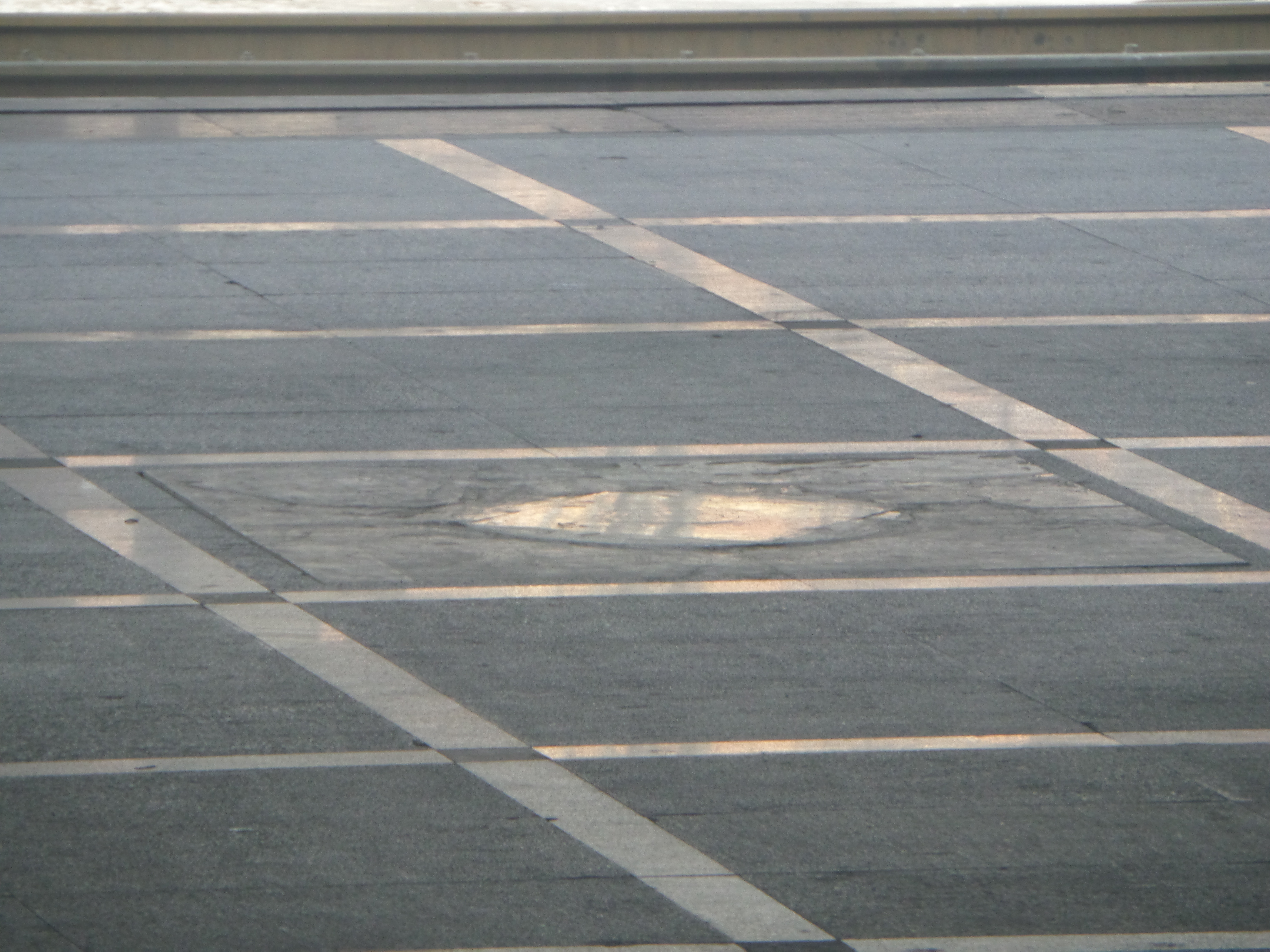
1番ホーム：伊藤博文遭難現場の点

### ハルビン地下鉄
島式ホーム1面2線を有する地下駅。

#### のりば
案内上ののりば番号は設定されていない。
| 西北方面 | 2号線 | 人民広場・氷雪大世界・江北大学城方面 |
| 東南方面 | 2号線 | 博物館・珠江路・気象台方面           |

## 駅周辺

### 南広場側
- 安重根義士記念館（中国語版）
- ハルビン医科大学附属第四医院（中国語版）
- 滬士大厦
- 龍門大廈
- 黒龍江省市場監督管理局
- ハルビン市第十七中学校（中国語版）

### 北広場側
- エベル教会（伊维尔教堂）
- 黒龍江三精腎臓病医院

## 隣の駅
中国国家鉄路集団
京哈線
ハルビン西駅 - 哈爾浜駅
浜洲線
哈爾浜駅 - 廟台子駅
浜洲線
哈爾浜駅 - 王兆屯駅
三棵樹線
哈爾浜駅 - 浜江駅
拉浜線
王兆屯駅 - 哈爾浜駅 - 浜江駅
哈大旅客専用線
哈爾浜駅 - ハルビン西駅
哈斉旅客専用線
哈爾浜駅 - ハルビン北駅
哈牡旅客専用線
哈爾浜駅 - 浜江駅
ハルビン地下鉄
■2号線
尚志大街駅 - 哈爾浜駅 - 博物館駅